# Ogi (Saga)
Ogi (jap. 小城市, -shi) ist eine Stadt der Präfektur Saga auf der Insel Kyūshū in Japan.

## Geographie
Ogi liegt westlich von Fukuoka und Saga.

## Geschichte
Sie wurde am 1. März 2005 gegründet.

## Verkehr
- Straßen:
  - Nagasaki-Autobahn
  - Nationalstraßen 34, 203, 207, 444
- Eisenbahn:
  - JR Kagoshima-Hauptlinie: nach Kokura und Kagoshima
  - JR Nagasaki-Hauptlinie: nach Tosu und Nagasaki

## Angrenzende Städte und Gemeinden

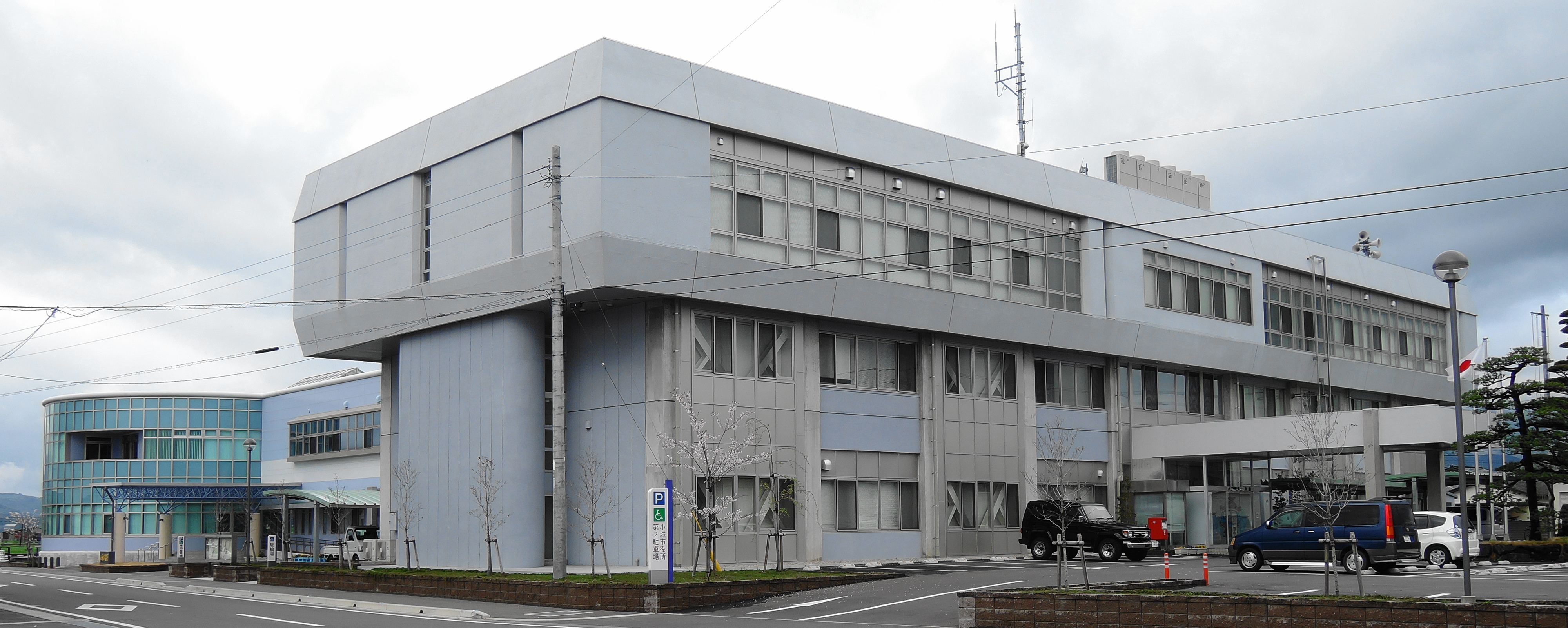
Rathaus von Ogi, Präfektur Saga, Japan

- Saga
- Taku
- Kōhoku
- Shiroishi